# Блектіп – Вадеє – Палм-Воллей-Дарвін
Блектіп – Вадеє – Палм-Воллей-Дарвін – газопровідна система на півночі Австралії. 
Систему створили з метою видачі продукції офшорного газконденсатного родовища Блектіп (Blacktip), яке ввели в дію у 2009 році. У відповідності до схеми облаштування промислу спорудили два газопроводи: 
- довжиною 110 кілометрів (з них 107,5 км офшорна ділянка) та діаметром 450 мм від платформи родовища до розташованої на узбережжі установки підготовки Вадеє (Wadeye), що, зокрема, вилучає з газу конденсат (останній далі експортують за допомогою трубопроводу 4,5 км, який веде до винесеного у море пункту відвантаження). Спорудження офшорної ділянки виконало трубоукладальне судно «Castoro Otto»;
- довжиною 287 кілометрів та діаметром 300 мм від Вадеє до місця приєднання до системи Палм-Воллей – Дарвін в районі Бан-Бан-Спрінгс (при цьому поява нового джерела дозволила модифікувати режим використання Палм-Воллей – Дарвін з подачею ресурсу від Бан-Бан-Спрінгс як у північному, так і у південному напрямках). Цей газопровід також відомий як Bonaparte Gas Pipeline. Він має пропускну здатність у 2,1 млн м3 на добу та розрахований на максимальний робочий тиск у 15,3 МПа.